# Придніпровська ТЕС
Придніпрóвська ТЕС — теплова електростанція, розташована на сході міста Дніпро у Самарському районі на лівому березі річки Дніпро.

## Історія будівництва
У 1951 році, на захід від козацького села Чаплі почалося будівництво ТЕС, що на момент її спорудження була найпотужнішою у колишньому СРСР. Разом з ТЕС будувалося нове місто Придніпровськ на заході Чаплей, що були включені у міські межі.
Перший енергоблок потужністю 100 МВт ввели в експлуатацію 28 грудня 1954 року. Протягом кількох наступних років розвиток станції відбувався за рахунок блоків такої ж потужності — три завершено у 1955 році, по одному у 1957 та 1958 роках. При цьому на блоках № 5 та № 6 встановили нову турбіну ВКТ-100, яка знижувала витрати палива у порівнянні із попередніми зразками до 6 %.
У 1959 році введений в експлуатацію перший блок із збільшеною до 150 МВт потужністю. За ним спорудили однотипні блоки № 8 та № 9 (1960 р.), № 10 (1961 р.). Блок № 7 був першим у СРСР із потужністю 150 МВт, так само як блок № 11, введений у 1963 році, був першим із потужністю 300 МВт. За період з 1964-го по 1966-й кожен рік вводилось по одному об'єкту 300 МВт, що довело загальну потужність станції до 2400 МВт, що в чотири рази перевищувало потужність ДніпроГЕСу. Це був найбільший показник серед теплових електростанцій України до завершення Запорізької ТЕС.

## Подальший розвиток
У період з 1979 по 1983 роки з урахуванням поганого технічного стану обладнання вивели з експлуатації перші шість блоків.
Також згодом через знос перемаркували потужність блоків № 11–14, знизивши її з 300 до 285 МВт.
У проміжку між 1980 та 1986 роками проведено реконструкцію блоків № 7–10 із наданням їм можливостей роботи в теплофікаційному режимі, завдяки чому станція стала постачальником тепла на мікрорайон Придніпровський та лівий берег Дніпра.
У 2011 році завершено модернізацію блоку № 11 із встановленням нової теплофікаційної турбіни К-310-23,5-3 та перемаркуванням блоку на 310 МВт.
Станом на початок 2010-х років блоки № 12 та № 14 знаходились у консервації.
Станом на 2021 рік встановлена потужність ДТЕК Придніпровської ТЕС складає 910 МВт:
- 4 енергоблоки по 150 МВт, №№ 7-10 з котлами ТП-90 та турбінами К-160-130;
- 1 енергоблок 310 МВт №11 з котлом ТПП-110 й турбіною К-310-23,5, з 01.01.2021 перебуває в капітальному ремонті;
- енергоблоки №7 та №8 перебувають у консервації.

## Паливо
ТЕС проєктувалась під використання донбаського вугілля — антрациту. Згодом станцію почали переводити на природний газ, але під час кризи з поставками цього виду палива із Росії повернулись до споживання вугілля.
Навесні 2017 року власник станції ухвалив рішення про її переведення на використання вугілля газової групи, що дозволить уникнути необхідності закупівель антрациту, потужності з видобутку якого опинились на території ОРДЛО. До початку опалювального сезону 2017/2018  років збиралися перевести два блоки потужністю по 150 МВт, та провести аналогічні роботи на всій станції до наступного опалювального сезону.

## Інші відомості
Електроенергія, що виробляється ТЕС, за часів СРСР передавалася у південну енергетичну систему, що входила в єдину енергосистему європейської частини СРСР.
Нині Придніпровська ТЕС є електрогенерувальною одиницею «Дніпроенерго».